# Santa Olalla del Cala
Santa Olalla del Cala er en by og kommune i det sydvestlige Spanien i provinsen Huelva. Den har et indbyggertal på 2.061 (2024) indbyggere.